# Stazione di Incisa Scapaccino
La stazione di Incisa Scapaccino è una fermata ferroviaria posta sulla linea Alessandria-Cavallermaggiore. Serve il centro abitato di Incisa Scapaccino.
In passato era presente un binario di raddoppio, successivamente eliminato con conseguente trasformazione in fermata.
Attualmente è inutilizzata dal 2012 in seguito alla chiusura al traffico della tratta ferroviaria.